# 심이영
심이영(본명: 김진아, 영어: Sim I Yeong, 1980년 1월 31일 ~ )은 대한민국의 배우이다.

## 학력
- 신수중학교 (졸업)
- 이화여자대학교 병설 금란여자고등학교 (졸업)

## 출연

### 드라마
- 2001년 SBS 드라마 스페셜 《로펌》 ... 비행 청소년 역
- 2002년 KBS2 단막극 《드라마시티 - 금지된 사랑》 ... 진희 역
- 2010년 KBS2 월화 미니시리즈 《매리는 외박중》 ... 방 실장 역
- 2012년 KBS2 주말연속극 《넝쿨째 굴러온 당신》 ... 고옥 역
- 2012년 KBS2 단막극 《KBS 드라마 스페셜 - 스틸사진》 ... 최미진 역
- 2012년 KBS2 단막극 《KBS 드라마 스페셜 - 친구 중에 범인이 있다》 ... 영화 역
- 2013년 MBC 주말 특별기획 드라마 《백년의 유산》 ,,, 마홍주 역
- 2013년 SBS 주말 특별기획 드라마 《결혼의 여신》 ... 남미라 역
- 2013년 SBS 월화 미니시리즈 《수상한 가정부》 ... 우나영 역
- 2013년 ~ 2014년 MBC 월화 특별기획 드라마 《기황후》 ... 점술가 역
- 2014년 SBS 주말 특별기획 《미녀의 탄생》 ... 은경주 역
- 2015년 SBS 주말 미니시리즈 《이혼 변호사는 연애중》 ... 복보혜 역
- 2015년 OCN 10부작 미니시리즈 《실종느와르 M》 ... 오대영의 아내 역 (특별출연)
- 2015년 SBS 아침 일일연속극 《어머님은 내 며느리》 ... 유현주 역
- 2016년 KBS2 주말연속극 《아이가 다섯》 ... 모순영 역
- 2016년 KBS2 월화 미니시리즈 《뷰티풀 마인드》 ... 김윤경 역
- 2016년 KBS2 단막극 《KBS 드라마 스페셜 - 국시집 여자》 ... 혜경 역
- 2016년 SBS 드라마 스페셜 《푸른 바다의 전설》 ... 젊은 모유란 역
- 2016년 MBC 월화 미니시리즈 《불야성》 ... 김 작가 역
- 2016년 ~ 2017년 JTBC 12부작 금토 미니시리즈 《솔로몬의 위증》 ... 오 형사 역
- 2017년 ~ 2018년 SBS 아침 일일연속극 《해피시스터즈》 ... 윤예은 역
- 2018년 SBS 월화 미니시리즈 《서른이지만 열일곱입니다》 ... 국미현 역 (특별출연)
- 2018년 KBS2 월화 미니시리즈 《당신의 하우스헬퍼》 ... 이소희 역 (특별출연)
- 2018년 OCN 수목 미니시리즈 《손 the guest》 ... 이혜경 역
- 2018년 SBS 드라마 스페셜 《흉부외과 - 심장을 훔친 의사들》 ... 최석한의 전 처 역 (특별출연)
- 2018년 ~ 2019년 SBS 토요 특별기획 미니시리즈 《운명과 분노》 ... 고아정 역
- 2019년 JTBC 월화 미니시리즈 《열여덟의 순간》 ... 이연우 역
- 2019년 NETFILX 오리지널 드라마 《좋아하면 울리는》 ... 배경희 역
- 2019년 ~ 2020년 SBS 아침 일일연속극 《맛 좀 보실래요》 ... 강해진 역
- 2020년 NETFILX 10부작 오리지널 드라마 《인간수업》 ... 조혜연 역
- 2020년 ~ 2021년 MBC 저녁 일일연속극 《찬란한 내 인생》 ... 박복희 / 고복희 역
- 2021년 KBS2 12부작 월화 미니시리즈 《오월의 청춘》 ... 송혜령 역
- 2021년 JTBC 수목 미니시리즈 《월간 집》 ... 유명 건축가 역 (특별출연)
- 2022년 tvN 4부작 단막극 《O'PENing - XX+XY》 ... 한수영 역
- 2023년 MBC 저녁 일일연속극 《하늘의 인연》 ... 이순영 역
- 2023년 SBS 금토 미니시리즈 《7인의 탈출》 ... 심미영 역
- 2023년 KBS2 단막극 《KBS 드라마 스페셜 - 오버랩 나이프, 나이프》
- 2024년 JTBC 12부작 수목 미니시리즈 《끝내주는 해결사》 ... 이주원 역
- 2024년 SBS 금토 미니시리즈 《7인의 부활》 ... 심미영 역
- 2024년 ~ 2025년 MBC 저녁 일일연속극 《친절한 선주씨》 ... 피선주 역

### 시트콤
- 2001년 ~ 2002년 SBS 청춘시트콤 《딱좋아!》

### 방송
- 2022년 KBS2 예능프로그램 《신상출시 편스토랑》 ... 148회 게스트 역
- 2023년 SBS 예능프로그램 《꼬리에 꼬리를 무는 그날 이야기》 ... 75회 게스트 역
- 2023년 TV조선 교양프로그램 《식객 허영만의 백반기행》 ...225회 게스트 역

### 영화
- 2000년 영화 《실제상황》 ... 소녀 역
- 2000년 영화 《봉자》 ... 자두 역
- 2002년 영화 《묻지마 패밀리》
- 2004년 영화 《여고생 시집가기》 ... 장유선 역
- 2005년 영화 《파송송 계란탁》 ... 주리 역
- 2006년 영화 《열혈남아》 ... 조미령 역
- 2009년 영화 《파주》 ... 최은수 역
- 2010년 영화 《두 여자》 ... 최수지 역
- 2011년 영화 《시선 너머》 ... 보정 역
- 2011년 영화 《사물의 비밀》 ... 디카 역
- 2012년 영화 《봄, 눈》 ... 미현 역
- 2013년 영화 《뜨거운 안녕》 ... 힘찬 엄마 역
- 2013년 영화 《완전 소중한 사랑》 ... 윤예나 역
- 2016년 영화 《사냥》 ... 이금자 (양순 모) 역
- 2020년 영화 《이웃사촌》 ... 지영 역 (특별출연)
- 2022년 영화 《심야카페: 미씽 허니》 ... 어른 은서 역

### 뮤직비디오
- 2002년 스위티 - 〈ON And ON〉
- 2002년 휘성 - 〈아직도〉
- 2002년 휘성 - 〈전할 수 없는 이야기〉
- 2003년 휘성 - 〈다시 만난 날〉

## 광고
- 2006년 오르비스
- 2008년 SK텔레콤
- 2008년 11번가
- 2013년 LG유플러스
- 2016년 한국투자저축은행

## 홍보대사
- 2013년 제3회 예방접종 주간 홍보대사

## 수상 및 후보
| 연고 | 시상식                       | 부문                              | 작품                              | 결과 |
| 2012 | KBS 연기대상                 | 단막극상                          | 드라마 스페셜 : 친구중에 범인있다 | 후보 |
| 2015 | SBS 연기대상                 | 장편 드라마 부문 우수 연기상      | 어머님은 내 며느리                | 후보 |
| 2018 | SBS 연기대상                 | 주말 일일 드라마 부문 우수 연기상 | 해피 시즈 터즈                    | 후보 |
| 2019 | SBS 연기대상                 | 장편 드라마 부문 최우수 연기상    | 맛 좀 보실래요                    | 수상 |
| 2020 | MBC 연기대상                 | 황금 연기상                       | 찬란한 내 인생                    | 수상 |
| 2021 | 제7회 아시아태평양 스타 워즈 | 연속극 부문 우수 연기상           | 찬란한 내 인생                    | 수상 |
| 2024 | SBS 연기대상                 | 시즌제 부문 조연상                | 7인의 부활                        | 수상 |

- 2015년 《SBS 연기대상 - 장편드라마부문 여자 우수연기상 / 어머님은 내 며느리 》
- 2018년 《SBS 연기대상 - 주말 • 일일드라마부문 여자 우수연기상 / 해피시스터즈》
- 2019년 《SBS 연기대상 - 장편드라마 부문 여자 최우수연기상 / 맛 좀 보실래요》
- 2020년 《MBC 연기대상 - 황금연기상 / 찬란한 내 인생》
- 2021년 《제7회 아시아태평양 스타 어워즈 - 연속극 여자 우수연기상》
- 2024년 SBS 연기대상 시즌제 드라마 부문 여자 조연상